# Zbójna
Zbójna è un comune rurale polacco del distretto di Łomża, nel voivodato della Podlachia.
Ricopre una superficie di 185,77 km² e nel 2004 contava 4 358 abitanti.